# Atarba (Atarba) angustipennis
Atarba (Atarba) angustipennis is een tweevleugelige uit de familie steltmuggen (Limoniidae). De soort komt voor in het Neotropisch gebied.